# فرناندو ديفيد كاردوزو
فرناندو ديفيد كاردوزو (بالإسبانية: Fernando David Cardozo) هو لاعب كرة قدم باراغواياني، ولد في 8 فبراير 2001 في أسونسيون في باراغواي. شارك مع منتخب باراغواي تحت 17 سنة لكرة القدم ومنتخب باراغواي تحت 20 سنة لكرة القدم. أما مع النوادي، فقد لعب مع أوليمبيا أسونسيون ونادي بوافيشتا.

## وصلات خارجية
- فرناندو ديفيد كاردوزو على موقع قاعدة بيانات كرة القدم.إي يو (الإنجليزية)
- فرناندو ديفيد كاردوزو على موقع Soccerway.com (الإنجليزية)
- فرناندو ديفيد كاردوزو على موقع عالم كرة القدم.نت (الإنجليزية)